# 중화인민공화국 전국운동회
중화인민공화국 전국운동회(中华人民共和国全国运动会, National Games of the People's Republic of China)은 중화인민공화국에서 4년마다 개최되는 종합 스포츠 경기 대회이다. 줄여서 전운회(全运会)라고 부르기도하며, 중국국가체(中国国家体)는 중국 체육총국이 주최하고 중국 각 성급행정구(省級行政區), 신장생산건설병단, 중국 인민해방군, 산업체육협회를 참가단위로 올림픽 경기 종목을 기본으로 하는 종합체육대회이다. 중화인민공화국에서 가장 수준이 높고 규모가 큰 종합대회로 4년마다 개최되며, 일반적으로 하계 올림픽이 끝난 후 1년뒤 여름 또는 가을에 개최된다.

## 역사
1950년대 말 '스포츠를 발전시키고 인민의 체력을 향상시킨다'는 구호에 힘입어 중화인민공화국 건국 10주년을 계기로 1959년 9월 13일 베이징 노동자 체육관에서 제1회 중화인민공화국 전국체육대회가 개막되었다.1984년 하계 올림픽에 참가한 이후 제5회 전국운동회부터 올림픽 선수 선발과 훈련에 중요한 기회가 되었으며 종목 설정은 올림픽과 일치한다. 제7회 전국운동회부터 개최는 하계올림픽 후 1년뒤에 개최되며, 주기적으로 '전국운동회 인재배출, 아시안게임 인재양성, 올림픽 결과를내다'를 달성한다. 각 성, 시, 구의 열정을 불러일으키기 위해 1994년 국가체육위원회는 1996년 올림픽을 앞두고 '올림픽 메달의 전국운동회 반입'이라는 조치를 발표했는데, 즉, 성, 시, 구 선수들이 올림픽을 대표하여 획득한 메달은 다음 회에 열리는 전국운동회 성적에 포함된다. "전 국민 건강" 슬로건에 부응하기 위해 제 13회 전국운동회부터 비전문 선수가 참여하는 대중적인 대회종목이 추가되고 메달 순위는 미 발표되며, 성적 순위만 발표되고, 성, 자치구, 시의 금메달, 메달, 총점 순위는 더 이상 발표되지 않는다.

## 개최지
1회~4회까지 전국 대회는 모두 베이징에서 개최되었으며 네 번째에서 아홉 번째 대회는 베이징, 상하이, 광둥성에서 번갈아 개최되었다. 2000년 12월, 중국 국무원 판공청은 베이징, 상하이, 광둥 3개 지역에서 전국 운동회를 번갈아 개최하는 제한을 철폐하고 자격을 갖춘 성, 자치구, 직할시가 전국 운동회 개최를 신청할 수 있도록 허용했다. 국가 체육총국은 일반적으로 운동회 개최 6년 전에 전국에 유치 업무 통지를 발행하고 모든 지역은 성, 자치구, 직할시 인민정부의 이름으로 신청해야 한다. 유치 후보지가 1곳 뿐이며, 지원 조건을 충족하는 경우 유치 신청지가 자동으로 확정된다. 유치 후보지가 2곳 이상일 경우 국가 체육총국은 특별 회의를 개최하여 후보지들의 프레젠테이션 진행하고, 국가 체육총국의 지도자, 기관의 관련 기능 부서 대표, 관련 스포츠 관리 센터 대표 및 전국 운동회의 각 참가 단체의 대표가 무기명 투표를 실시하고 다 득표지를 선출한다. 2005년 장쑤성에서 열린 제 10회 전국운동회는 이 방법을 채택한 최초의 전국 대회였다.

## 대회 종목
경쟁 종목
- 수영
- 양궁
- 육상
- 배드민턴
- 농구
- 권투
- 카누
- 사이클
- 승마
- 펜싱
- 골프
- 체조 (기계체조, 리듬 체조, 트램펄린 경기 포함)
- 필드 하키
- 유도
- 근대5종
- 조정
- 럭비 유니언
- 세일링
- 사격
- 탁구
- 태권도
- 테니스
- 배구 (비치 발리볼 포함)
- 트라이애슬론
- 레슬링
- 역도
- 야구
- 소프트볼
- 가라테
- 스케이트보드
- 클라이밍
- 서핑
- 우슈

## 역대 대회
- 중화인민공화국 전국운동회 연혁

| 회차 | 년도   | 날짜          | 장소                                                 | 참가단체수 | 참가 선수   |
| ---- | ------ | ------------- | ---------------------------------------------------- | ---------- | ----------- |
| 1회  | 1959년 | 9/13 ~ 10/3   | 베이징시                                             | 29         | 10,658명    |
| 2회  | 1965년 | 9/11 ~ 9/28   | 베이징시                                             | 30         | 5,922명     |
| 3회  | 1975년 | 9/12 ~ 9/28   | 베이징시                                             | 31         | 12,497명    |
| 4회  | 1979년 | 9/15 ~ 9/30   | 베이징시                                             | 31         | 15,189명    |
| 5회  | 1983년 | 9/18 ~ 10/1   | 상하이시                                             | 31         | 8,943명     |
| 6회  | 1987년 | 11/20 ~ 12/5  | 광둥성                                               | 36         | 12,400명    |
| 7회  | 1993년 | 9/4 ~ 9/15    | 베이징시                                             | 45         | 4,228명     |
| 8회  | 1997년 | 10/12 ~ 10/24 | 상하이시                                             | 46         | 7,647명     |
| 9회  | 2001년 | 11/11 ~ 11/25 | 광둥성                                               | 45         | 8,608명     |
| 10회 | 2005년 | 10/12 ~ 10/23 | 장쑤성                                               | 46         | 9,986명     |
| 11회 | 2009년 | 10/16 ~ 10/28 | 산둥성                                               | 46         | 10,900명    |
| 12회 | 2013년 | 8/31 ~ 9/12   | 랴오닝성                                             | 38         | 9,770명     |
| 13회 | 2017년 | 8/27 ~ 9/8    | 톈진시                                               | 38         | 8,500명     |
| 14회 | 2021년 | 9/15 ~ 9/27   | 광둥성                                               | 37         | 약 12,000명 |
| 15회 | 2025년 |               | 광둥성, 홍콩, 마카오 (웨강아오 대만구(粤港澳大湾区)) |            |             |

## 같이 보기
- 중국 전국 체육 대회
- 아시안 게임
- 동아시아 경기 대회
- 올림픽